# Tasiocera (Tasiocera) paulula
Tasiocera (Tasiocera) paulula is een tweevleugelige uit de familie steltmuggen (Limoniidae). De soort komt voor in het Australaziatisch gebied.